# Селетруку
Селетруку (рум. Sălătrucu) — село у повіті Арджеш в Румунії. Входить до складу комуни Селетруку.
Село розташоване на відстані 158 км на північний захід від Бухареста, 58 км на північний захід від Пітешть, 123 км на північний схід від Крайови, 93 км на південний захід від Брашова.

## Населення
За даними перепису населення 2002 року у селі проживали 1562 особи, усі — румуни. Усі жителі села рідною мовою назвали румунську.